# Reicheella andicola
Reicheella andicola es la única especie del género monotípico Reicheella, perteneciente a la familia Caryophyllaceae. Es natural de Chile de Machuca a Copacoya en la Provincia de Atacama.

## Taxonomía
Reicheella andicola fue descrito por (Phil.) Pax  y publicado en Die Natürlichen Pflanzenfamilien Nachtr. 2: 21. 1900.
Sinonimia
- Lyallia andicola Phil.	[3]